# Галицька єпархія
Галицька єпархія (також Галицько-Львівська єпархія, Львівська єпархія) — православна єпархія, утворена у 12 столітті, як адміністративна одиниця Київської митрополії. З 1302 по 1332, з 1337 по 1347 та з 1371 по 1401 роки — центральна єпархія окремої Галицької митрополії. У 1414 році перетворена в намісництво, у 1539 році відновлена. У  1700 році після того як була створена Західноруська митрополія під главенством Московського патріархату Галицька єпархія прийняла унію.

## Історія
Перша єпископська кафедра у Галичині була заснована у Перемишлі за різними даними чи то у 1026, чи то у 1087, чи то між 1117 і 1128 роком. Найімовірнішою датою вважається 1120 рік, коли в Перемишлі князював Володар Ростиславич. Згодом, після утвердження Галича як столиці князівства, кафедра була перенесена у це місто. Проте згодом, між 1205 і 1211 роками, самостійна Перемишльська єпархія була відроджена.
Галицька єпархія вперше згадується в літописних джерелах у 1156 році, коли архієреєм був Козьма (Кузьма). Однак він був не першим галицьким владикою, адже літопис називає його наступником єпископа Олексія. Ймовірно, він був поставлений на Галицьку кафедру незабаром після встановлення Володимирком Володаровичем столиці об'єднаного Галицького князівства в Галичі.
У 1157 році в Галичі за князя Ярослава Осмомисла було зведено кафедральний Успенський собор.
13 лютого 1257 р. папа Александр IV надіслав Данилові листа, у якому докоряв за невизнання католицизму, нагадуючи князеві про “духовні і світські благодіяння” (у т. ч. і коронацію) римської церкви. Обурливі для глави Західної церкви “невдячність до благодаті” та “клятвопорушення”, виявлені князем, підтверджують його відмову від нереального вже на той час наміру створити європейський союз держав для боротьби з монголо-татарами .
Наприкінці 13 століття митрополити Київські фактично перебралися у Володимиро-Суздальське князівство, тому Галицько-Волинські князі Лев Данилович та його наступник Юрій Львович клопотали перед Константинопольським патріархом про утворення нової митрополії для їхньої держави. У 1302 році така митрополія була утворена на базі Галицької єпархії. Першим митрополитом Галицьким був грек Ніфонт. У 1305 році він помер.
Князь Юрій Львович відправив до Констрантинополя кандидатуру Петра Ратенського, однак, патріарх, скориставшись смертю Київського митрополита Максим, вирішив об'єднати дві митрополії на чолі з Митрополитом Київським і всієї Русі, яким призначив Петра. Він вибрав собі за резиденцію спочатку Володимир-на-Клязьмі, а потім — Москву, Галицька єпархія перестала бути центральною.
У 1331 році стараннями Галицько-Волинського князя Юрія II Болеслава Тройденовича та його тестя Литовського князя Гедиміна Константинопольський патріарх Ісайя відновив самостійну Галицьку митрополію, призначивши митрополитом Гавриїла. У 1332 році, після клопотання митрополита Київського Феогноста, патріарх знову її ліквідував.
Близько 1337–1338 років єпископ Галицький Федір (Теодор) був у Константинополі, де домігся від патріарха відновлення Галицької митрополії. Після смерті Федора у 1347 році її було знову скасовано.
У 1340-х роках Галичина відійшла до Королівства Польського на чолі з Казимиром ІІІ Великим. Король, не бажаючи, щоб його піддані підпорядковувалися митрополитам, залежним від Великого князівства Московського, надіслав патріарху Константинопольському Філотею листа з проханням відновити Галицьку митрополію, інакше пообіцяв навернути всіх православних галичан в католицизм. Тому у 1371 році патріарх висвятив на митрополита Галицького, Волинського і Литовського присланого кандидата — Антонія.
У 1390-х роках, після смерті митрополита Антонія, польський король Володислав II Ягайло передав Галицьку та Перемиську єпахії під управління єпископу Луцькому і Острозькому Івану (Іоану) за що той заплатив королю 200 гривен. Король вислав Івана до Константинополя, як кандидата на галицький митрополичий престіл, однак патріарх не затвердив його через скаргу митрополита Київського Кипріана. Іван повернувся додому і став управляти митрополією. Деякий час патріарх Константинопольський не перешкоджав йому, однак пізніше призначив митрополитом Галицьким єпископа Вифлеємського Михайла, який, прибувши до Галичини, намагався позбавити Івана права управляти митрополією. У 1401 році Київський митрополит Кипріян нарешті домігся ліквідації Галицької митрополії. Наступник невизнаного митрополита Івана — Сава був низложений у тому ж році на соборі в Москві.
З 1414 року Галицька єпархія була перетворена на намісництво, предствоятелем якого був не єпископ, а намісник Київського митрополита. У 1509 році польський король Сигізмунд I Старий заборонив Київським митрополитам призначати намісників у Галичину, передавши це право Львівським римо-католицьким митрополитам. Зокрема, Бернард Вільчек призначив галицького шляхтича Якова (в чернецтві Ісакія) Гдащицького 21 березня 1522 року православним намісником Львівської, Галицької, Коломийської, Кам'янецької, Снятинської, згодом Жидачівської округ.
У 1540 році Київський митрополит Макарій висвятив намісника архімандрита Макарія Тучапського на єпископа з титулом «Єпископ митрополії Галицької, владика Львівський і Кам'янець-Подільський». 
У 1686 р. після незаконного приєднання Київської Митрополії до Московського Патріархату, Львівський єп. Йосип (Шумлянський) від імені православних єпископів Луцького, Перемишльського і Білгородського звернувся до московського патріарха Іоакима з проханням про заснування в підпорядкуванні московського патріарха Галицької митрополії на території Речі Посполитої. Проте це було неможливо здійснити через протидію польської влади. У 1691 р. відкрито приєднався до Унії Перемишльський єп. Інокентій (Вінницький), який до того зробив це таємно у 1681 році. У 1700 р оголосив про приєднання до Унії Львівський єп. Йосип (Шумлянський), який був таємним уніатом з 1677 р. в 1701 р прийняв Унію Луцький єп. Діонісій (Жабокрицький).
Наприкінці XIX ст. та у міжвоєнний період в Галичині було 40 000 православних. Про це писав  кардинал Йосип Сліпий
Під час польської окупації після укладання Ризького договору єпархія була частиною Варшавсько-Холмської єпархії Польської Православної Церкви.

## Правлячі архієреї

Гедеон Балабан

Див. також Митрополит Галицький
- Єпископи Галицькі:
  - Козьма (1156 — 1167)
  - Олексій
  - Артемій (1239 — 1240)
  - Йосип (1292)
  - Григорій (1301)
- Митрополити Галицькі:
  - Ніфонт (1302 — 1305)
  - Петро Ратенський (1308 — 1331), одночасно і митрополит Київський
  - Гавриїл (1331 — 1332)
- Єпископи Галицькі:
  - Гавриїл (1332 — ?)
  - Федір (? — 1337)
- Митрополити Галицькі:
  - Федір (1337 — 1347)
- Митрополити Галицькі, Волинські і Литовські:
  - Антоній (1371 — 1391)
    - Іван, єпископ Луцький і Белзький (тимчасово керував у 1391 — 1401 роках)
- Єпископи Галицькі, Львівські і Кам'янець-Подільські:
  - Макарій Тучапський (1540 — 6 березня 1547)
  - Арсеній Балабан (1549 — 1565)
  - Іван Лопатка Осталовський — кандидатура, подана для затвердження королю львівським арцибіскупом РКЦ Станіславом Сломовским.[12]
  - Гедеон Балабан (1565 — 1607)
  - Єремія Тиссаровський (1607 — 1641)
  - Арсеній Желиборський (1641 — 1651)
  - Атанасій (Желиборський) (1651 — 1667)
  - Йосип Шумлянський (1 лютого 1668 — 1700)